# 광학기구

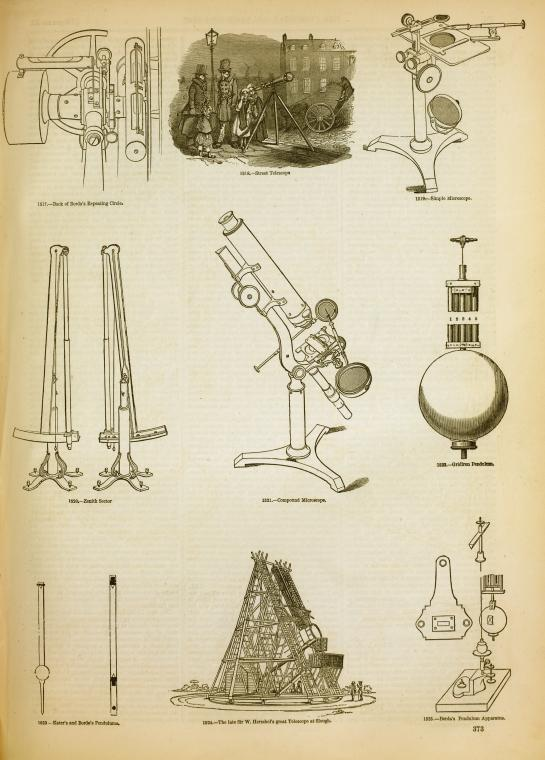
1858년 잉글랜드의 연구에 사용할 수 있었던 광학 장비들 중 일부의 모습

광학장비, 광학기구 또는 광학기기는 관찰을 위해 상(image)을 강화하거나 특징적 속성을 분석하고 결정을 내릴 목적으로 광파(광자)를 가공하는 장치이다. 일반적인 예로는 잠망경, 현미경, 망원경, 사진기 등을 들 수 있다.

## 같이 보기
- 과학 기구